# 예민 (1966년)
예민은 대한민국의 가수, 작곡가이다. 1986년 제10회 MBC 대학가요제에 출전해 데뷔 하였으며 1990년 자작곡인 《예민 1집》 아에이오우 로 정식 데뷔 하였으며, 대표곡으로는 아에이오우, 산골 소년의 사랑이야기, 그대 떠나는날 잠든 백설공주의 모습처럼, 꽃이 바람에게 전하는 말, 하늘꽃, 연리지, 키요라 등이 있다.

## 학력
- 대광고등학교 졸업
- 코니시예술대학 현대음악작곡과 졸업

## 앨범
- 1990년 10월 30일 (1집) 아에이오우
- 1992년 10월 16일 (2집 Yemin 2) 산골소년의 사랑이야기
- 1997년  3월 12일 (3집  Nostalgia ) 키요라
- 2001년  5월 25일 (4집 나의 나무) 새벽 빗자루들의 춤, 기억속에 그애가 있었네
- 2007년  6월 14일 (5집  OPUS = 리메이크히트곡 + 신곡수록) 연리지, 나의 할머니, 그녀의 첫사랑

## 작곡 경력
- 귀로 (박선주)
- 이제 당신곁을 떠나서 / 사랑일기 (김지연 2집)
- 아에이오우 / 산골 소년의 사랑이야기 (예민)
- 노노노노노 / 더이상 내개 아픔을 남기지마 / 사랑의 왈츠 (하수빈 1집)

## 수상
- 1986 MBC 대학가요제 입상
- 2002 한국방송대상 라디오부문
- 2009 문화체육관광부장관 표창장